# August Gölzer
August Gölzer (* 2. August 1906 in Lauffen ob Rottweil; † 8. Februar 1945 in Brünn) war ein deutscher SS-Hauptsturmführer sowie einer der Kommandeure und Buchhalter der XXXIX. SS-Sektion in Brünn. Er starb an den Folgen eines Attentats auf seine Person am 7. Februar 1945. Nach Reinhard Heydrich war er der zweithöchste SS-Mann, der im Protektorat Böhmen und Mähren bei einem Attentat des tschechoslowakischen Widerstandes getötet wurde.

## Ausbildung und Karriere
Von 1913 bis 1916 besuchte Gölzer die Evangelische Grundschule in Deißlingen und von 1916 bis 1921 die Realschule und das Gymnasium in Rottweil. Von 1921 bis 1922 besuchte er das evangelisch-theologische Seminar in Maulbronn und war von 1923 bis 1925 Bankangestellten-Lehrling in der Debibank, Zweigstelle Schwenningen. 
Zum 1. März 1927 trat er der NSDAP bei (Mitgliedsnummer 57.510), zudem schloss er sich der SA an, von der er zur SS wechselte (SS-Nummer 48.517). 1936/37 besuchte er eine Handelsschule.
1928 wurde Gölzer Bankangestellter in Schwenningen am Neckar und nahm im selben Jahr am Freiwilligendienst teil. Von 1928 bis 1931 war er Buchhalter bei Paul Gabbe in Sonnenburg, danach zeitweise arbeitslos. 1933/34 war er Buchhalter beim Landesamt in Reppen und von 1934 bis 1936 Buchhalter bei der Städtischen Kreditgenossenschaft in Drossen. Von 1936 bis 1939 war er im Stab des SS-Hauptbüros in Berlin tätig. Nach der deutschen Besetzung des tschechischen Rumpfstaates war er von 1939 bis 1944 Offizier der XXXIX. Sektion der Allgemeinen SS in Prag und 1944/45 Offizier der XXXIX. Sektion der Allgemeinen SS in Brünn.

## Tod
Am Ende des Zweiten Weltkrieges erschossen die Cousins Alois Bauer und Vladimír Blažka am 7. Februar 1945 in Brünn Gölzer, einen Repräsentanten der deutschen Protektoratsmacht. Nach dem stellvertretenden Reichsprotektor Reinhard Heydrich, auf den im Mai 1942 die Fallschirmspringer Jozef Gabčík und Jan Kubiš ein tödliches Attentat verübt hatten, war Gölzer der zweithöchste SS-Offizier, der im Protektorat ins Visier des Widerstandes gegen die deutschen Besatzer geriet und getötet wurde. Die beiden Attentäter waren Mitglieder der Widerstandsgruppe Předvoj, einer von mehreren Widerstandsgruppen im Protektorat.